# 岡千絵
岡 千絵（おか ちえ、1973年〈昭和48年〉7月28日 - ）は、日本の女優、ダンサー、振付師、演出家。大阪府出身。身長165cm、血液型はA型。オスカープロモーション所属。夫は俳優、ダンサーの大澄賢也。文化庁芸術家在外研修派遣員。

## 経歴
- 1993年、舞台『ピーター・パン』でデビュー[2]。
- 1996年、舞台『GIRL's TIME -女の子よ、大志を抱け!-』で、演出家・宮本亜門に「日本の五指に入るダンサー」と評される[1]。
- 2002年、文化庁新進芸術家海外研修制度の研修員に選出され、2年間にわたりニューヨークにて演技と歌を学ぶ[1]。
- 2013年1月23日、ダンサー兼俳優の大澄賢也と結婚[3]。

## 出演

### 映画
- セカイイチオイシイ水〜マロンパティの涙（2019年9月21日公開）- 清水智恵子 役

### テレビドラマ
- 新・部長刑事 アーバンポリス24（1990年、ABCテレビ）
- ふたりっ子（1996年 - 1997年、NHK） - 林先生 役
- ウルトラマンダイナ 第4話「決戦! 地中都市」（1997年、毎日放送） - ユキナ（タチバナ社長の秘書） 役
- 当番弁護士5 兄は婦女暴行、妹は殺人―夜の公園でハーモニカを吹く車イスの青年の証言（1998年、日本テレビ）
- いのち（1998年、NHK）
- 火曜サスペンス劇場・花嫁の消えた森（2000年、日本テレビ）
- 不倫調査員・片山由美12 黒の環状線〜京都〜東京〜横浜連続殺人!! 由美が容疑者になる（2012年、テレビ東京）
- 再捜査刑事・片岡悠介4 死者が書き続ける!? 岐阜〜美濃和紙の秘密・23年前の毛筆に隠された美女連続殺人の謎!!（2012年、テレビ朝日） - 丸山明恵 役
- 逆転報道の女2 ワケあり主婦キャスターが挑む同級生連続殺人! 死者が残した血文字の十字架!? 格差社会に潜む復讐の殺意（2013年、ABCテレビ） - 宇佐美洋子 役
- 家族ゲーム 第7話「沼田家崩壊は3年前から始まっていた! 母佳代子の絶望」（2013年、フジテレビ） - 井本京香 役
- 監察医 篠宮葉月 死体は語る14 都会の死角白骨遺体の叫び!手に残る数ミリ穴の謎…（2014年、テレビ東京） - 睦美 役

### バラエティ
- きょうの料理（アシスタント）
- 堂々日本史
- はなまるマーケット（大澄賢也と出演）

### 映画
- キラー・ヴァージンロード（2009年、東宝）

### CM
- アカデミーゴルフ
- エバラ食品工業
- 住宅金融公庫
- 生和コーポレーション ※振付も担当
- ドラッグセガミ
- ミカド・システムキッチン

### 舞台・振付・演出
- 青空〜川端文子物語〜
- GIRL's TIME -女の子よ、大志を抱け!-
- カゴツルベ
- 風と共に去りぬ（メリウェザー 役）
- GIFT
- C - ute コンサート
- グレイ・ガーデンズ
- コジ・ファン・トゥッテ
- ささやき色のあの日たち
- シェラザード
- CHICAGO HUMAN RHYTHM PROJECT
- Shoes On! 7
- SHOUT!
- 新ピーター・パン
- スイート・チャリティー
- 世界中がアイ・ラヴ・ユー
- タイタニック
  - TITANIC the musical
- Daddy's Kids are... Back on Stage!
- 地球ゴージャス VOL.6『カルテ』
- 月に憑かれたピエロ
- トゥーランドット
- Nina Buisson
- ハイスクール歌劇団☆男組（秋野泉 役）
- ハムレット
- ハレルヤ
- ピーター・パン
- 美女とトークン、マヨネーズ
- HUMANITY
- FAME
- FROGS
- POEMIX II
- 僕たちの好きだった革命
- 星の大地に降る涙
- MATT&BEN
- マヌエラ
- Rashomon
- レント
- ロッキー・ホラー・ショー